# Tsukamurella serpentis
Tsukamurella serpentis es una bacteria grampositiva del género Tsukamurella. Fue descrita en el año 2016. Su etimología hace referencia a serpiente. Es aerobia, inmóvil, catalasa positiva y oxidasa negativa. Crece en agar sangre con colonias amarillas, irregulares. También crece en agar infusión cerebro corazón, TSA, agar chocolate y MacConkey. Temperatura óptima de crecimiento de 25 °C, crece a 10 °C pero no a 42 °C. Se ha aislado de la cavidad oral de cobras chinas (Naja atra) en Hong Kong. 